# Castell de Domeny (Sant Gregori)
El Castell de Domeny és un edifici de Sant Gregori (Gironès) protegit com a Bé Cultural d'Interès Local.

## Descripció
Construcció aïllada de planta rectangular, desenvolupada en planta baixa, dues plantes pis i golfes. La coberta és de teula àrab a dues vessants. A les dues façanes laterals hi han cossos annexes o pallers adossats. Les parets portants són de maçoneria que és arrebossada i pintada a les façanes exteriors deixant a la vista els carreus de les obertures. La porta principal té forma d'arc rebaixat de petits carreus. L'interior s'estructura a partir de tres crugies.